# Fermín Revueltas Sánchez
Fermín Revueltas Sánchez (* 7. Juli 1901 in Santiago Papasquiaro, Durango; † 7. September 1935 in Mexiko-Stadt) war ein mexikanischer Maler.

## Leben
Fermín war einer der Söhne von Gregorio Revueltas Gutiérrez und Romana Sánchez Arias, einer aus dem Norden Mexikos stammenden Familie. Von 1910 bis 1913 ging die Familie Revueltas Sánchez nach Guadalajara. Wegen der tobenden Revolution in Mexiko entschied sich der Vater für eine schulische Ausbildung seiner Söhne Fermín und Silvestre in den Vereinigten Staaten. Im Zeitraum von 1917 bis 1920 besuchten sie zunächst das St. Edward College in Austin (Texas) und dann die Schule in Chicago. Zurück in Mexiko studierte Fermín Revueltas an der Freiluftmalschule von Coyoacán.
Danach wurde er Leiter der „José María Velasco“-Schule in Guadalupe (Mexiko-Stadt). 1923 war er an den Wandgemälden der Escuela Nacional Preparatoria mit anderen namhaften Künstlern beteiligt. 1928 schloss er sich der Partido Comunista Mexicano an. Er war in verschiedenen Künstlervereinigungen aktiv, war auch Anhänger des mexikanischen Estridentismus und später auch Mitglied der Gruppe revolutionärer Maler „30-30“.
Mitten in der Hochzeit seines Schaffens verstarb er 1935 und hinterließ eine Vielzahl unvollendeter Projekte.
1991 drehte Javier Audirac einen Dokumentarfilm über sein Leben und Werk mit dem Titel „Fermín Revueltas o El color“ (Fermín Revueltas oder Die Farbe).